# Erzeparchie Sidon
Die Erzeparchie Sidon (lat.: Archieparchia Sidoniensis Graecorum Melkitarum) ist eine im Libanon gelegene Erzeparchie der melkitischen griechisch-katholischen Kirche mit Sitz in Sidon.

## Geschichte
Der historische und christliche Ursprung Sidons geht auf das Neue Testament zurück, im Evangelium nach Matthäus (Mt 15,21-28 ) wird erzählt: „Von dort zog sich Jesus in das Gebiet von Tyrus und Sidon zurück“ und im Evangelium nach Markus (Mk 7,31 ) heißt es: „Jesus verließ das Gebiet von Tyrus wieder und kam über Sidon an den See von Galiläa mitten in das Gebiet der Dekapolis.“ Über die Verhaftung und Gefangenschaft des  Paulus wird in der Apostelgeschichte (Apg 27,3 ) berichtet: „Am anderen Tag liefen wir in Sidon ein, und Julius der Paulus wohlwollend behandelte, erlaubt ihm, zu seinen Freunden zu gehen und sich versorgen zu lassen.“ 
Erst aus dem Jahr 770 wurde wieder über das Leben der Gemeinde Sidon Aufzeichnungen gefunden. Mit der Eroberung der letzten Kreuzfahrerbastion Akko durch die Mamelucken ging 1291 die christliche Gemeinde in Sidon großteils verloren. Der Wiederaufbau der christlichen Gemeinden in und um Sidon begann erst wieder um 1604 mit der Wahl von Ignatius Houtiyeh zum Bischof von Tyros und Sidon. 
Während der Missionsarbeit seit dem Ende des 16. Jahrhunderts konvertierten einzelne  Priester der  orthodoxen Melkiten zum lateinischen Ritus. Der zum katholischen Glauben konvertierte Euthymus II. Karmé († 1635) wurde 1634 zum ersten melkitischen Bischof geweiht. Die Eparchie Tyros und Sidon wurden 1683 errichtet, 1752 wurde die Teilung in Tyros und Sidon vorgenommen, später wurde Sidon dem Erzbistum Tyros als Suffragandiözese unterstellt. 
Am 18. November 1964 wurde die Eparchie Sidon von Papst Paul VI. zur Erzeparchie erhoben. Die Diözese Sidon betreut etwa 18.500 Christen der Melkitischen Griechisch-Katholischen Kirche. Es gibt im Bistum 42 Kirchen und 36 Schulen, die Gemeinden werden von 50 Priestern betreut. Die Basilianer verfügen in der Diözese Sidon über 4  Konvente, zu denen 28 Ordenspriester, 65 Scholastiker und Novizen und 9 Laienbrüder zählen.

## Ordinarien

### Bischöfe der Eparchie Sidon
- Teodosio Kujamgi, 1836–…
- Basilio Haggiar BS, 1887–1919
- Atanasio Khoriaty BS, 1920–1931
- Gabriele Nabaa BS, 1931–1946
- Basile Khoury BS, 1947–1964

### Erzbischöfe der Erzeparchie Sidon
- Basile Khoury BS, 1964–1977
- Michel Hakim BS, 1977–1980, dann Apostolischer Exarch von Kanada
- Ignace Raad, 1981–1985 
  - Salim Ghazal BS 1985–1987 Apostolischer Administrator
- Georges Kwaïter BS, 1987–2006
- Elie Bechara Haddad BS, seit 2006